# Francesca Santoro (Schauspielerin)
Francesca „Chessie“ Santoro ist eine US-amerikanische Schauspielerin.

## Leben
Santoro feierte 2013 im Kurzfilm Unenchanted Evening ihr Filmschauspieldebüt. 2014 wirkte sie in insgesamt sechs Episoden der Fernsehserie Between the Lines in der Rolle der Caroline Connors mit. In den nächsten Jahren folgten weitere Besetzungen in verschiedenen Kurzfilmen und Episodenrollen in Fernsehserien wie Homes of Horror oder Star Trek: Henglaar, M.D. sowie der Fernsehdokuserie Deadly Sins – Du sollst nicht töten. 2016 übernahm sie die weibliche Hauptrolle der Amy im Horrorfilm Ghosthunters. Danah folgten Episodenrollen in der Miniserie Fully Formed Adults und der Fernsehserie Jane the Virgin sowie Nebenrollen in den Fernsehfilmen Hollywood & Vine und My Breakup Blog. Später folgten Besetzungen in einzelnen Episoden in Fernsehserien wie Lucifer und L.A.’s Finest. 2020 war sie im Horrorfilm Cyst in der Nebenrolle der Carol zu sehen.

## Filmografie (Auswahl)
- 2013: Unenchanted Evening (Kurzfilm)
- 2014: Between the Lines (Fernsehserie, 6 Episoden)
- 2015: Heartfelt (Kurzfilm)
- 2015: 90211 (Fernsehserie)
- 2015: Wave Part 2 (Kurzfilm)
- 2015: Homes of Horror (Fernsehserie, Episode 3x14)
- 2015: Dinnr (Kurzfilm)
- 2015: Star Trek: Henglaar, M.D. (Fernsehserie, Episode 2x03)
- 2016: Hacks (Kurzfilm)
- 2016: Nature Napped (Fernsehfilm)
- 2016: My Crazy Ex (Fernsehserie)
- 2016: Deadly Sins – Du sollst nicht töten (Deadly Sins, Fernsehdokuserie, Episode 5x05)
- 2016: Ghosthunters
- 2016: Fully Formed Adults (Miniserie, Episode 1x01)
- 2016: Jane the Virgin (Fernsehserie, Episode 3x07)
- 2016: Hollywood & Vine (Fernsehfilm)
- 2017: My Breakup Blog (Fernsehfilm)
- 2017: The Outcast (Kurzfilm)
- 2018: Mo Funny, Mo Laughs (Fernsehserie, 2 Episoden, verschiedene Rollen)
- 2018: Lucifer (Fernsehserie, Episode 3x15)
- 2020: L.A.’s Finest (Fernsehserie, Episode 2x06)
- 2020: Cyst
- 2021: A Comedy of Horrors, Volume 1